# Glory (絢香×KREVAの曲)
『Glory』(グローリー)は日本の歌手絢香とKREVAのコラボレーション・シングル

## 解説
本作は絢香とKREVAによるコラボレーション・ソングであり、制作のきっかけとしては、KREVAが主催するフェス<908 FESTIVAL>にKREVA本人から絢香に対し、出演オファーを掛けられたことがきっかけとなったのだという。
オファーを受けた絢香は当初は自らの楽曲を披露するつもりでいたが、KREVAからの直接のオファーを受けたことを嬉しく思っていたこともあり、「フェスに来てくれるお客さんに対して何かしら喜んで貰えるような事をKREVAさんに提案できないだろうか？」という思いに至り、急遽新たな楽曲のデモ音源の制作に取り掛かり、KREVAと一緒に歌うことをイメージしながら仕上げられたのが、本作であったのだという。
デモを受け取ったKREVAも「どうにか絢香ちゃんの気持ちに応えたい」と言う思いを抱き、本番までの限られた時間の合間を縫って歌詞とアレンジを仕上げた楽曲を絢香に送り返して完成に漕ぎ着け、フェスでのコラボレーションが実現するに至ったという。
フェスでの披露がファンの間で好評を博し、ライブに来られなかったファンからは音源化を求める声が高かったが、フェス以降からは披露されることがなく、1年経った頃合いに再びフェスでの出演オファーが掛かったことで出演が決定し、再び本作を聴きたいというファンの希望を受けたことで、フェスの開催日である8月31日に急遽配信リリースが決定したのだいう。

## 収録曲
1. Glory (4:03)
作詞・作曲：絢香、KREVA / 編曲：KREVA